# Gwinea Równikowa na Letnich Igrzyskach Olimpijskich 2000
Gwineę Równikową na Letnich Igrzyskach Olimpijskich 2000 reprezentowało 4 zawodników, 2 mężczyzn i 2 kobiety.

## Skład kadry

### Lekkoatletyka

#### Mężczyźni
| Zawodnik              | Konkurencja    | Eliminacje | Eliminacje | Półfinały | Półfinały | Finał | Finał   | Źródło |
| Zawodnik              | Konkurencja    | Czas       | Pozycja    | Czas      | Pozycja   | Czas  | Pozycja | Źródło |
| --------------------- | -------------- | ---------- | ---------- | --------- | --------- | ----- | ------- | ------ |
| José Luis Ebatela Nvo | Bieg na 1500 m | 4:06.14    | 13.        | NQ        | NQ        | NQ    | NQ      | [ 1 ]  |

#### Kobiety
| Zawodnik                 | Konkurencja   | Eliminacje | Eliminacje | Ćwierćfinały | Ćwierćfinały | Półfinały | Półfinały | Finał | Finał   | Źródło |
| Zawodnik                 | Konkurencja   | Czas       | Pozycja    | Czas         | Pozycja      | Czas      | Pozycja   | Czas  | Pozycja | Źródło |
| ------------------------ | ------------- | ---------- | ---------- | ------------ | ------------ | --------- | --------- | ----- | ------- | ------ |
| Mari Paz Mosanga Motanga | Bieg na 100 m | 12.91      | 7.         | NQ           | NQ           | NQ        | NQ        | NQ    | NQ      | [ 2 ]  |

### Pływanie

#### Mężczyźni
| Zawodnik         | Konkurencja           | Eliminacje | Eliminacje | Półfinały | Półfinały | Finał | Finał   | Źródło |
| Zawodnik         | Konkurencja           | Czas       | Pozycja    | Czas      | Pozycja   | Czas  | Pozycja | Źródło |
| ---------------- | --------------------- | ---------- | ---------- | --------- | --------- | ----- | ------- | ------ |
| Eric Moussambani | 100 m stylem dowolnym | 1:52.72    | 71.        | NQ        | NQ        | NQ    | NQ      | [ 3 ]  |

#### Kobiety
| Zawodnik            | Konkurencja          | Eliminacje | Eliminacje | Półfinały | Półfinały | Finał | Finał   | Źródło |
| Zawodnik            | Konkurencja          | Czas       | Pozycja    | Czas      | Pozycja   | Czas  | Pozycja | Źródło |
| ------------------- | -------------------- | ---------- | ---------- | --------- | --------- | ----- | ------- | ------ |
| Paula Barila Bolopa | 50 m stylem dowolnym | 1:03.97    | 73.        | NQ        | NQ        | NQ    | NQ      | [ 4 ]  |